# Rothauben-Erdfresser
Der Rothauben-Erdfresser (Geophagus steindachneri), auch Rotbuckel-Buntbarsch genannt ist ein Buntbarsch (Cichlidae) aus der Tribus Geophagini. Er wurde zu Ehren des Wiener Ichthyologen Franz Steindachner benannt und lebt im Río Magdalena, Rio Sinú und im Río Cauca in Kolumbien und im Río Limón im Nordwesten Venezuelas. In ihrem Verbreitungsgebiet ist das Wasser schwach sauer bis neutral (pH 6,5 bis 7) und weich bis mittelhart (5 bis 15 °dH) und hat eine Temperatur von 24 bis 30 °C.

## Merkmale
Der Rothauben-Erdfresser wird bis zu 20 cm lang. Sein Körper ist seitlich abgeflacht, der Kopf spitz, die obere Profillinie stark gebogen, das Maul ist groß und mit kräftigen Lippen versehen. Er ist von grünbrauner bis helloliver Grundfarbe, an Kopf und Flanken zeigen sich häufig metallisch gold oder grün glänzende Bereiche. Schwarze Markierungen sind nur schwach sichtbar. Rücken-, Schwanz- und Afterflosse sind bräunlich mit gelben und braunen Punkten und Streifen. Die Bauchflossen und die ersten Flossenstrahlen der Afterflosse sind schwarz, die Brustflossen farblos.
Geschlechtsreife Männchen bekommen einen roten Stirnbuckel. Ihre Rücken- und Schwanzflosse sind rot gesäumt. Rücken- und Afterflosse sind zipfelartig ausgezogen. Weibchen sind schlichter gefärbt, bilden keinen Stirnbuckel aus, Rücken- und Afterflosse sind nicht ausgezogen.
- Flossenformel: Dorsale XV–XVII/9–11, Anale III/6–8.
- Schuppenformel: mLR 28–30; SL 18–21.

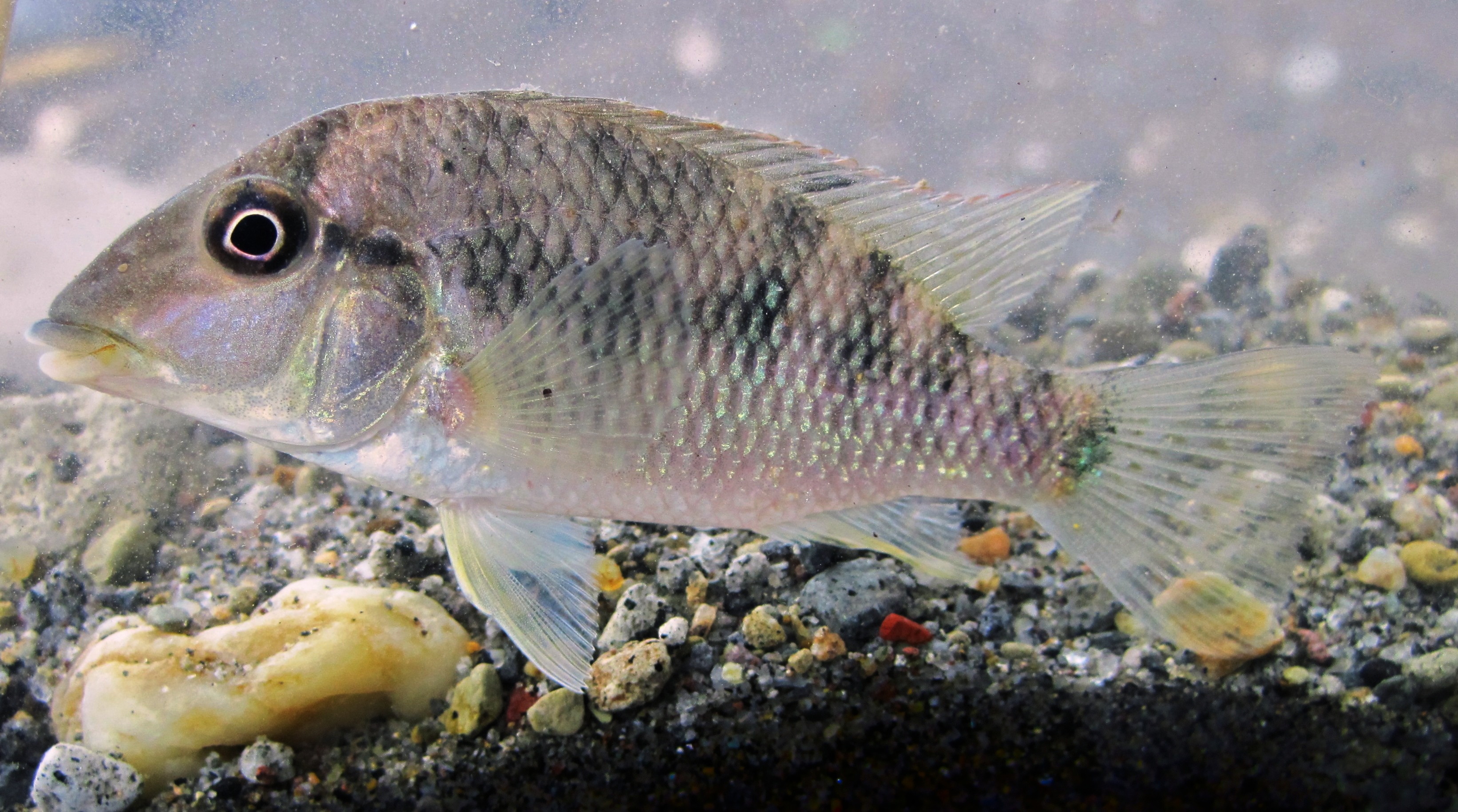
Weibchen

## Fortpflanzung
Rothauben-Erdfresser sind generell nur schwach revierbildend und verteidigen ihr Territorium erst zur Laichzeit aggressiv. Die Tiere sind ovophile Maulbrüter weiblichen Geschlechts. Die Geschlechtspapille des Männchens wird schon zehn Tage vor dem Ablaichen sichtbar, die des Weibchens erst wenige Stunden vorher. Das Gelege besteht aus bis zu 100 orangegelben Eiern die einen Durchmesser von einem Millimeter haben und zunächst, wie bei Substratlaichern, auf einen Stein oder einem ähnlichen Untergrund abgelegt, befruchtet und sofort nach der Befruchtung vom Weibchen ins Maul genommen werden. Nach etwa 20 Tagen werden die Jungfische erstmals aus dem Maul entlassen, bei Gefahr aber noch für etwa 2 Wochen aufgenommen.

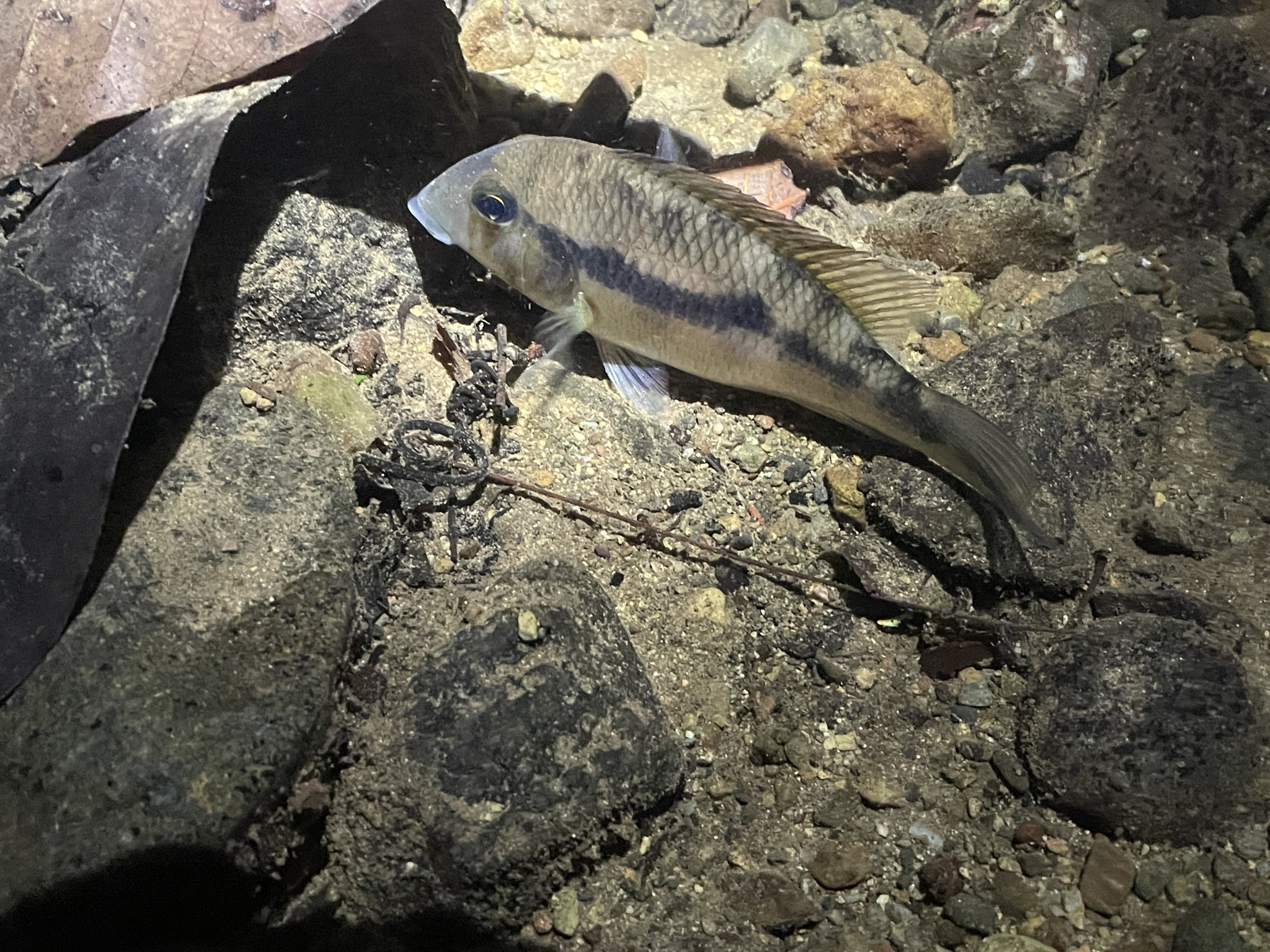
Geophagus crassilabris

## Systematik
Der Rothauben-Erdfresser wurde 1910 durch die US-amerikanischen Ichthyologen Carl H. Eigenmann und Samuel Frederick Hildebrand erstmals wissenschaftlich beschrieben. Zusammen mit zwei weiteren Arten (Geophagus crassilabris und Geophagus pellegrini) bildet Geophagus steindachneri eine Gruppe nah verwandter geophaginer Buntbarsche, die eventuell aus der Gattung Geophagus ausgegliedert werden müssen, da die Gattung Gymnogeophagus näher mit Geophagus altifrons, der Typusart der Gattung Geophagus, verwandt ist als Geophagus steindachneri und seine zwei nahen Verwandten. Geophagus ist also nicht monotypisch.

## Aquaristik
Der Rothauben-Erdfresser wurde 1972 erstmals nach Deutschland eingeführt und ist bis heute die am häufigsten gepflegte Geophagus-Art. Ihre Haltung in bepflanzten Aquarien ist allerdings problematisch, da die Art stark wühlt.